# Workowce (skorupiaki)
Workowce (Ascothoracida) – Podgromada skorupiaków z odgraniczonym głowotułowiem od cienkiego odwłoka, który to zakończony jest furką. Silnie rozwinięty pancerz zamyka głowotułów i jest złożony on z dwu płatów połączonych na grzbiecie i nie ulega on zwapnieniu. Większość z tych organizmów to formy pasożytnicze. Znanych jest około 25 gatunków. Są to formy niewielkie 3–5, a rzadko 10–12 mm długości.

## Budowa ciała
Ciało tych zwierząt składa się z 11 segmentów, a wyjątkowo z 10, z tego na tułów przypada 6, a na odwłok 5 segmentów. Natomiast u form pasożytniczych owa segmentacja zaciera się. Pancerz jest silnie rozwinięty okrywa ciało z wyjątkiem odwłoka. U niektórych form pasożytniczych silnie rozwijające się jajniki i wyrostki jelitowe, powodują jego rozdęcie na boki, a ciało staje się ledwo widoczne. U form wolnożyjących obecne są krótkie antennulae zakończone szczypcami, brak anten. Żuwaczki i szczęki natomiast są przekształcone w ostre kłujki, które nie mają członowania. Mają sześć par odnóży, z których pierwsza i ostatnia para są jednogałęziste. U pasożytów wewnętrznych mogą one ulegać redukcji.

## Narządy wewnętrzne
Jelito ma dwie lub trzy pary rozgałęzionych uchwytów. Narządy wydalnicze stanowią u tych zwierząt gruczoły szczękowe. Nie posiadają one serca oraz nie mają specjalnych narządów do oddychania. Z reguły są rozdzielnopłciowe o pojedynczych gonadach. Samce zwykle są mniejsze.

## Rozmnażanie
Jaja noszone są w komorze lęgowej, w której to młode przebywają cały okres larwalny. W stadium nauplius mają duży zapas żółtka pod pancerzem i słabo są wyposażone w narządy ruchu. Z metanauplius powstaje stadium podobne do cyprys Ostracoda, tzw. ascothoracid o cechach dorosłego osobnika. Opuszcza on komorę lęgową.

## Ekologia
Nieliczne formy żyją swobodnie, lecz i one czasowo pasożytują na różnych organizmach. Synagoga mirum bytuje wśród polipów koralowców. Ascothorax ophioctenis żyje w gonadach wężowideł Ophiocten sericeum. Przyczepia się  szczypcami czułków do ściank gonady, wystawiając do otworu szparę pancerza, do której napędza wodę. Swymi przydatkami gębowymi pobiera pokarm ze ściany gonady.